# Durgerdam slaapt
"Durgerdam slaapt" is een nummer van de Nederlandse band Zijlstra. Het nummer verscheen op hun album Tussen Den Oever en New York uit 2002. In 2003 werd het nummer uitgebracht als de enige single van het album.

## Achtergrond
"Durgerdam slaapt" is geschreven door zanger Jeroen Zijlstra en geproduceerd door Zijlstra en saxofonist Rutger Molenkamp. Het nummer gaat over een zeeman die aan het werk gaat in het vissersdorp Durgerdam en herinneringen ophaalt aan de tijd waarin hij in de plaats heeft gewoond. Zijlstra komt zelf ook uit een vissersfamilie. Volgens hem zingt hij het nummer op een "trompetachtige manier". In een interview vertelde Zijlstra over het ontstaan van het nummer: "Voor mij is Durgerdam de zoete variant van het dorp Oosterland aan de Waddenzee, waar ik geboren ben. Net als toen woon ik hier naast de kerk en pal aan het water. Het grote verschil is de nabijheid van Amsterdam. Daar moest ik naar toe om te studeren en om muziek te maken. Het lied Durgerdam slaapt schreef ik voor een optreden tijdens de Pyjama Night, die Leoni Jansen organiseerde in het Concertgebouw. De reacties waren positief. Later speelde ik het in Carré, tijdens de hommage aan Ramses Shaffy. Weer enthousiaste reacties. Toen wist ik wel dat ik heel goed spul in handen had."
Zijlstra vertelde over de betekenis van "Durgerdam slaapt": "[Het gaat] over de angst dat je alles wat je lief hebt, van de ene op de andere dag kunt verliezen. Dat hetgeen waar je zo van houdt, er opeens niet meer is. Als ik laat in de nacht het dorp inrijd en iedereen allang onder de zure lappen ligt, bespringt die angst mij vaak. Ik begeef me dan tussen de vreugde van het hebben en het verdriet het te verliezen. Het lied is geschreven vanuit het perspectief alsof ik het allemaal kwijt ben, alsof alles een herinnering is. Gelukkig is dat niet de realiteit. Het huis en het bed zijn er nog altijd, net als de liefde."
"Durgerdam slaapt" werd in 2003 als promotionele single uitgebracht, maar bereikte geen hitlijsten. Het ontving de Annie M.G. Schmidt-prijs voor het beste theaterlied van 2002. Jurylid Frits Spits zei over het nummer: "Een lied dat zo rijk is aan beelden, dat tegelijkertijd zoveel aan de verbeelding overlaat, dat mysterieus blijft, dat muzikaal zo spannend is, kan niet anders dan de meest prestigieuze prijs verdienen die er in Nederland voor liedjesmakers voor handen is." In 2011 werd het uitgeroepen tot het beste Noord-Hollandse lied over cultureel erfgoed.

## NPO Radio 2 Top 2000
| Nummer met noteringen in de NPO Radio 2 Top 2000 | '05 | '06 | '07 | '08 | '09 | '10 | '11 | '12  | '13  | '14  | '15  |
| ------------------------------------------------ | --- | --- | --- | --- | --- | --- | --- | ---- | ---- | ---- | ---- |
| Durgerdam slaapt                                 | 711 | 708 | 492 | 909 | 597 | 764 | 919 | 1105 | 1216 | 1425 | 1682 |

1. ↑  Een vetgedrukt getal geeft de hoogste notering aan.
2. ↑  2005 was het eerste jaar met een notering voor dit nummer.
3. ↑  Deze tabel is bijgewerkt tot en met de laatste editie (2024).